# Рогатый колибри
Рога́тый коли́бри (лат. Heliactin bilophus) — птица из семейства колибри (Trochilidae), единственный представитель рода рогатых колибри (Heliactin).

## Описание
Длина рогатого колибри в среднем составляет от 8 до 10 см, а масса 2 грамма.
У самцов на голове есть ярко выраженные «рога» из перьев с разнообразным спектром цветов: синим, красным, зелёным и золотым. Шея, горло и верхняя часть груди чёрные, а брюшная сторона тела белая. Спина и крылья ярко-зелёного цвета. Хвост длинный, заострённый. У самки голова, спина и крылья тоже зелёного цвета, а брюшная сторона тела и шея белого цвета. Самка отличается от самца тем, что у неё нет «рогов».

## Распространение
Встречается в Боливии, Бразилии и Суринаме. Предпочитает довольно сухие открытые или полуоткрытые территории, такие как саванны и луга. А также он часто встречается в бразильском Серрадо. Избегает густого влажного леса.

## Образ жизни
Рогатый колибри питается нектаром и мелкими насекомыми.
Рогатый колибри в полёте совершает до 90 взмахов в секунду, таким образом он попал в Книгу рекордов Гиннесса, как птица с наибольшим количеством взмахов крыльев в секунду.